# Vinda
Vinda (łac. Diocesis Vindensis) – stolica historycznej diecezji w Cesarstwie rzymskim w prowincji Afryka Prokonsularna, sufragania metropolii Kartagina. Współcześnie w Tunezji. Obecnie katolickie biskupstwo tytularne.

## Biskupi tytularni
| Lp. | Biskup                      | Funkcja                                        | Od              | Do               |
| --- | --------------------------- | ---------------------------------------------- | --------------- | ---------------- |
| 1   | Edgar Aristide Maranta      | wikariusz apostolski Dar-es-Salaam (Tanganika) | 27 marca 1930   | 25 marca 1953    |
| 2   | Jean-Marie Villot           | biskup pomocniczy Paryża (Francja)             | 2 września 1954 | 17 grudnia 1959  |
| 3   | Eduardo Tomás Boza Masvidal | biskup pomocniczy Hawany (Kuba)                | 31 marca 1960   | 16 marca 2003    |
| 4   | Francesco Beschi            | biskup pomocniczy Brescii (Włochy)             | 25 marca 2003   | 22 stycznia 2009 |
| 5   | Franco Coppola              | nuncjusz apostolski                            | 16 lipca 2009   |                  |